# Schietbaan

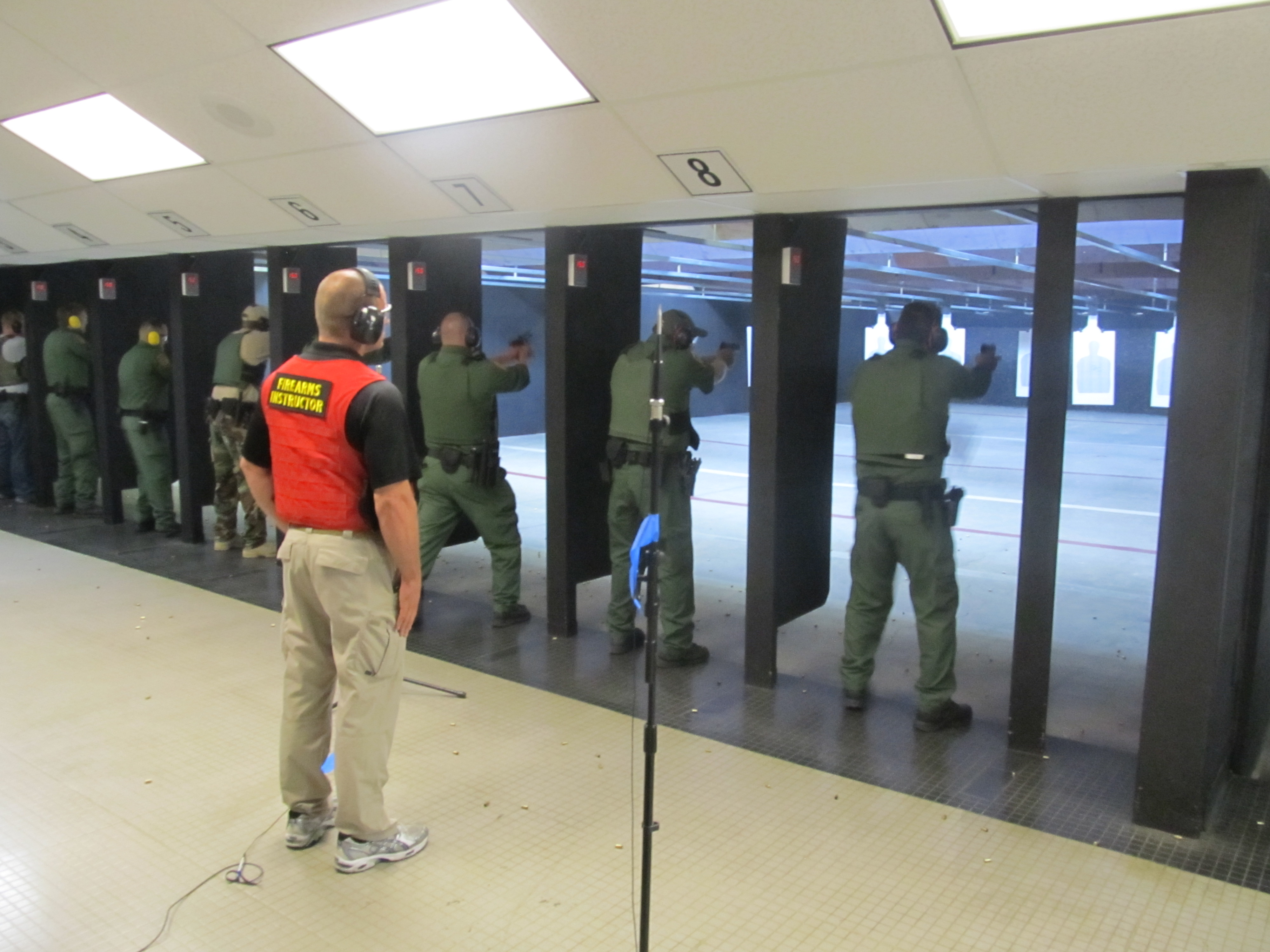
Een overdekte schietbaan in de Verenigde Staten.

Een schietbaan is een hal, veld of gebouw, specifiek ontworpen voor het geven van trainingen in het gebruik van vuurwapens. Ook schietsport wordt beoefend op een schietbaan. Sommige schietbanen zijn in het beheer van de politie of een militaire kazerne, enkele schietbanen zijn privaat eigendom van schietverenigingen voor recreatief gebruik.
Schietbanen waar men niet met scherp schiet, maar waar het schieten op groot scherm middels virtual reality gesimuleerd wordt, noemt men ook wel een schietbioscoop. Dergelijke schietbanen worden onder andere gebruikt voor het trainen van politie- en defensiemedewerkers. 
Schietbanen kende men reeds in de middeleeuwen. Zogeheten doelen werden gebruikt als oefenplek voor boogschutters en met geweer bewapende leden van de schutterij in de Nederlanden. Vele Boogschutters Gilden werden genoemd naar Sebastiaan (heilige)